# Pericyma mendaciana
Pericyma mendaciana là một loài bướm đêm trong họ Erebidae.